# 스카만데르

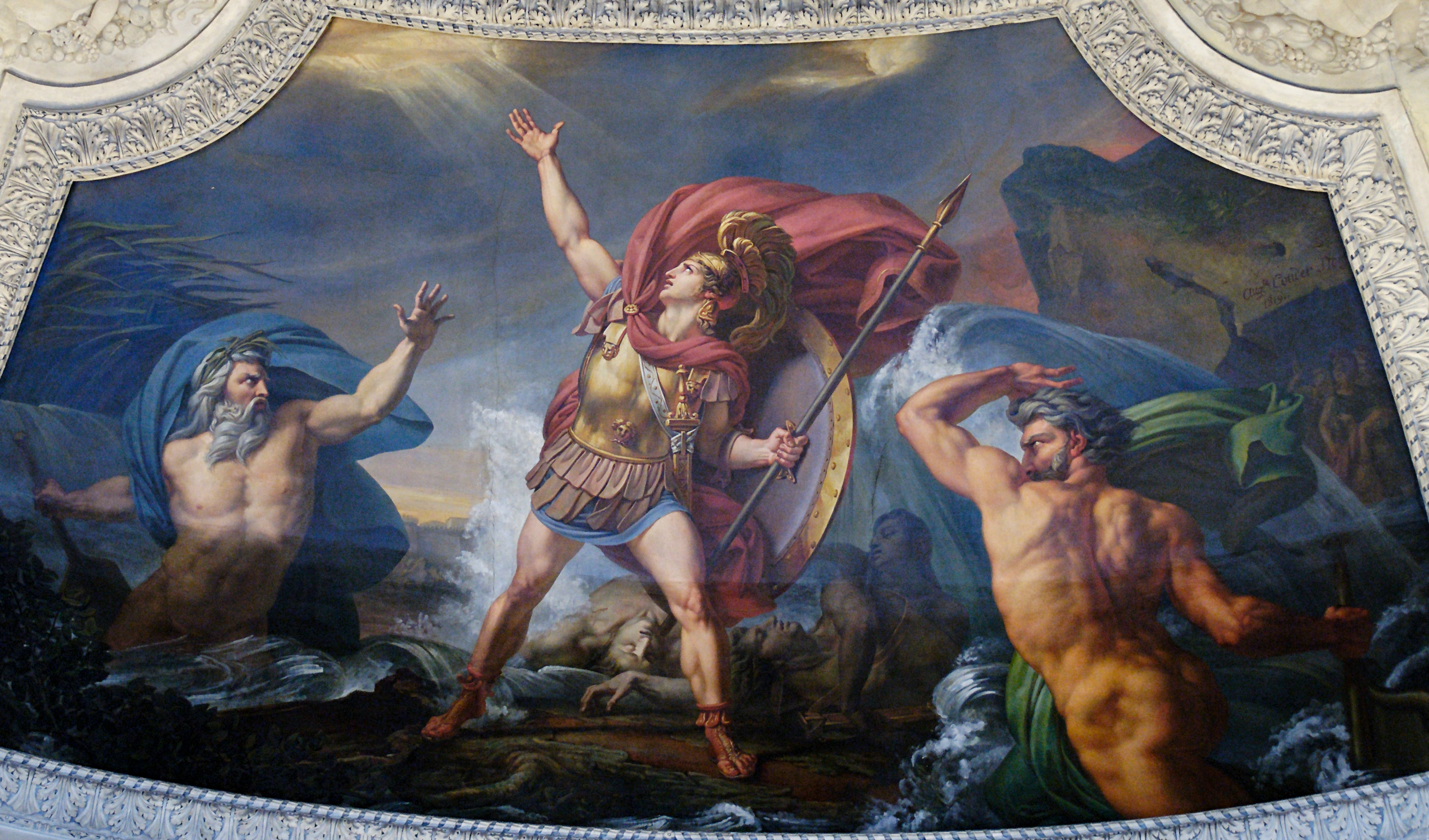

스카만데르(Σκάμανδρος, Skamandoros)는 그리스 신화의 신이다. 오케아노스와 테티스의 아이로, 소아시아의 트로아스 지방을 흐르는 스카만드로스 강의 하신이다. 호메로스에 의하면 신들은 크산토스라고 불러, 인간은 스카만데르라고 부른다고 여겨져 트로이의 사람들은 스카만데르를 깊게 신앙했다고 한다.
스카만데르는 님프 이다이아와의 사이에 테우크로스와, 딸 칼리크로, 스트류모, 그라우키아가 있다. 태우크로스는 다르다노스 이전에 트로아스 지방을 지배했다고 여겨져 칼리크로는 그 자손인 트로이 왕 트로스의 아내, 또 스트류모도 트로이 왕 라오메돈의 아내가 되었다.
트로이아 전쟁에서는 아킬레우스가 스카만데르 강에서 트로이군을 살륙했을 때, 스카만데르는 화내 파이오니아의 무장 아스테로파이오스에 용기를 주고 아킬레우스를 토벌하게 하려고 했지만, 반대로 아킬레우스는 아스테로파이오스를 토벌해, 한층 더 파이오니아세를 살륙했다. 이 때문에 스카만데르는 사람의 모습이 되어 나타나 강이 시체로 넘치고 있는 것을 비난해, 강의 밖에서 싸우도록 말했다. 그러나 아킬레우스는 듣지 않았기 때문에, 홍수를 일으키고 아킬레우스스를 흘러가게 하고, 트로이의 군사에게는 물로 가려 보호했다. 아킬레우스는 물의 기세에 견디지 못하고 신들에 도움을 요구해 아테나와 포세이돈이 아킬레우스를 격려했다. 이것에 의해서 아킬레우스는 강으로부터 빠져 나가 평야로 향했지만, 이 홍수로 평야는 침수가 되어, 시체가 떠 감돌았다고 한다. 아킬레우스에게 차일 것 같게 된 스카만데르는 시모에이스에 조력을 요구했지만, 헤라는 헤파이스토스에 명해 격렬한 대화재를 일으키게 했다. 이것에 의해서 평야의 물은 말라, 시체가 불타 한층 더 강의 물이 익혀 끓어올랐으므로, 스카만데르는 참지 못하고 항복했다고 한다.

## 참고 문헌
- 아포로드로스 「그리스 신화」고우즈 하루시게 역, 이와나미 문고 (1953년)
- 호메로스 「일리아스 (상・하)」마츠다이라 치아키 역, 이와나미 문고(1992년)
- 고우즈 하루시게 「그리스・로마 신화 사전」, 이와나미 서점 (1960년)